# Cantó de Cattenom
El cantó de Cattenom és un cantó francès del departament del Mosel·la, situat al districte de Thionville-Est. Té 20 municipis i el cap és Cattenom.

## Municipis
- Basse-Rentgen (Nidder-Rentgen)
- Berg-sur-Moselle (Bierg)
- Beyren-lès-Sierck (Beiren)
- Boust (Buscht)
- Breistroff-la-Grande (Grouss-Breeschtrëf )
- Cattenom (Kettenuewen)
- Entrange (Entréngen)
- Escherange (Eescheréngen)
- Évrange (Iewréngen)
- Fixem (Fecksem)
- Gavisse (Gawis)
- Hagen (Hoën)
- Hettange-Grande (Grouss-Hetténgen)
- Kanfen
- Mondorff (Munnerëf )
- Puttelange-lès-Thionville (Pëtténgen)
- Rodemack (Ruedemaacher)
- Roussy-le-Village (Rëttgen)
- Volmerange-les-Mines (Wuelmeréngen)
- Zoufftgen (Suftge)

## Història
| Data d'elecció                           | Identitat                       | Partit        | Qualitat |
| ---------------------------------------- | ------------------------------- | ------------- | -------- |
| 1945-1949                                | Robert Schuman                  | MRP           |          |
| 1949-1961                                | M.Schmitt                       | RPF           |          |
| 1961-1979                                | Madeleine de Gargan-Charpentier | Divers droite |          |
| 1979-1992                                | René Baryga                     | PS            |          |
| 1992-1998                                | Grégoire Hesse                  | UDF           |          |
| 1998-2011                                | René Baryga                     | PS            |          |
| 2011-                                    | Michel Paquet                   | Divers droite |          |
| les dades anteriors no són pas conegudes |                                 |               |          |
|                                          |                                 |               |          |

## Demografia
| A partir de 1990 : Població sense dobles comptes |